# Orde van Verdienste voor de Landbouw (Mali)
De republiek Mali heeft in 1960, na de onafhankelijkheid van Frankrijk, behalve een "Nationale Orde" of "Ordre National" ook een Orde van Verdienste voor de Landbouw of "Ordre du Mérite Agricole" ingesteld. Deze ridderorde wordt voor verdiensten voor de landbouw  toegekend. De regering van Mali volgde bij het instellen van deze orde het Franse voorbeeld.
Net als in Frankrijk heeft de orde drie graden; die van Commandeur, Officier en Ridder. Het lint is groen met een geel-rode streep langs de rand. Op de rode ring van het met vee en gewassen versierde gouden medaillon op het groene vijfarmige kruis staat het motto "UN PEUPLE UN BUT UNE FOI". Op het medaillon op de keerzijde staat een leeuw afgebeeld. Tussen de armen zijn gouden stralen aangebracht